# Piccola stella (film 1934)
Piccola stella (Baby Take a Bow) è un film commedia drammatica del 1934, diretto da Harry Lachman. Il film è basato sull'opera teatrale Square Crooks (1926) di James P. Judge.

## Trama
Dopo aver scontato una pena a Sing Sing, Eddie Ellison sposa la sua fidanzata Kay e i due insieme hanno una figlia, che chiamano Shirley. Eddie aiuta il suo amico ed ex detenuto Larry Scott, fidanzato dell'istruttrice di danza di Shirley, Jane, a trovare lavoro come autista per il proprietario della fabbrica Stuart Carson. Trigger Stone, anch’egli ex detenuto di Sing Sing, ruba la collana di perle della signora Carson e chiede a Eddie e Larry di venderla per lui, ma loro si rifiutano. L'investigatore privato Welch, responsabile della condanna di Eddie, informa il capo della National Insurance Company dei sospetti sulla colpevolezza degli autisti nel furto e riferisce a Carson i loro precedenti penali, inducendolo così a licenziarli.
Nel tentativo di sfuggire alla polizia, Trigger consegna la collana a Shirley, che la interpreta come un ritardatario regalo di compleanno. Come parte di un gioco, lei la nasconde nella tasca del padre e, quando lui la ritrova durante la perquisizione dell'appartamento da parte di Welch, la ripone nella scopa per tappeti. Tuttavia, ignaro di ciò, la domestica del vicino, Anna, la prende in prestito e la svuota prima di restituirla. Quando Kay torna a casa e apprende la vicenda, insieme agli altri cercano di aprire la scopa; Welch rientra e lo fa lui stesso, scoprendo che è vuoto.
Dopo l'uscita di Welch, Eddie, Larry, Kay e Jane perlustano l'edificio alla ricerca della collana. Quando Trigger minaccia Eddie con una pistola, questi lo sopraffà e lo lega, per poi rivolgersi alla polizia. Durante l'assenza del padre, Shirley ritrova la collana nel bidone dei rifiuti al piano inferiore. La porta a Eddie, ma si imbatte in Trigger, che la convince a lasciarlo libero. Prendendola in ostaggio, Trigger sale sul tetto e spara a Eddie; nonostante le ferite, Eddie riesce a catturarlo. Shirley estrae la collana dalla tasca di Trigger e il detective Flannigan le comunica che potrà beneficiare della ricompensa di 5.000 dollari.

## Produzione
Le riprese ebbero luogo dal 9 aprile fino al 21 maggio 1934.
La canzone On Account-a I Love You, che nel film viene cantata da Shirley Temple e James Dunn fu scritta da Sam H. Stept e Bud Green. Il vestito che Temple indossava mentre cantava fece parte di una mostra a lei dedicata nel 2015 e fu venduto per $ 52.000.

## Distribuzione
Il 30 giugno 1934 il film uscì nelle sale americane.
Il film uscì in DVD e videocassetta nel 2009 (negli USA), sia in bianco e nero che a colori, mentre in Italia il DVD uscì il 20 ottobre 2006 a colori.